# كلورساوات
الكلورساوات (الاسم العلمي: Chloridoideae) هي أسرة من النباتات تتبع الفصيلة النجيلية من رتبة القبئيات.

## قبائل الكلورساوات
- النجيلاوية (الاسم العلمي:Cynodonteae)
- الأثباوية (الاسم العلمي:Eragrostideae)

## أجناس الكلورساوات
- الكلورس (الاسم العلمي:Chloris)
- النجيل (الاسم العلمي:Cynodon)
- الأستربلة (الاسم العلمي:Astrebla)
- الأثب (الاسم العلمي:Eragrostis)
- العكرش (الاسم العلمي:Aeluropus)